# Leucauge venustella
Leucauge venustella är en spindelart som beskrevs av Embrik Strand 1916. Leucauge venustella ingår i släktet Leucauge och familjen käkspindlar. Inga underarter finns listade i Catalogue of Life.